# علوجة (ريمة)

تعديل مصدري - تعديل

علوجة  هي إحدى قرى عزلة بني سعيد الواقعة ضمن مديرية الجعفرية التابعة لمحافظة ريمة، بلغ تعداد سكانها (295) نسمة حسب تعداد اليمن لعام 2004م.

## المحلات التابعة للقرية
1. جواده
2. وادي الليم
3. شعب نمر
4. كثيب وادي الليم
5. كثيب وادي رقعة